# Objektiv (Fernsehsendung)
Objektiv war eine Sendung des Fernsehens der DDR. Die erste Ausgabe der Reihe wurde am 25. Februar 1965 ausgestrahlt. Langjähriger Leiter und Moderator der Sendereihe war Ulrich Makosch.

## Inhalte und Profil der Sendung
Das Magazin stellte in zunächst 45 Minuten pro Sendung, ab 1973 waren es 35 Minuten, die Sicht der DDR auf die restliche Welt dar. Es kam dem mit der politischen Anerkennung der DDR steigenden Wunsch seiner Bürger nach, sich eine eigene Sichtweise auf das Ausland zu bilden. Der Journalist Erich Selbmann gab an: „Die Mitarbeiter des Bereichs Publizistik versuchten im Rahmen der Programmreform, die großen Auslandsreportagen weiterzuentwickeln und auf die neuen Bedingungen der Zeit auszurichten.“ Zwei Schwerpunkte der Sendung waren das Zusammenwachsen der sozialistischen Staatengemeinschaft, sowie die internationale Solidarität.

## Hintergründe zur Produktion
Der vollständige Titel mit Untertitel lautete Objektiv. – Tatsachen – Hintergründe – Kontraste. Die dargestellte „Objektivität“ bestimmten die Partei (SED) und die Regierung der DDR. Eine Besonderheit stellte die Materialbeschaffung dar. Da die DDR in den 1960er und frühen 1970er Jahren im Westen noch nicht als Staat anerkannt war, stand noch kein eigenständiges Korrespondentennetz zur Verfügung. Über eine Fernsehagentur in Schweden wurden Kameraleute engagiert, die Filmmaterial für das DDR-Fernsehen mit Hintergrundinformationen für die Sendung Objektiv lieferten. In den späten 1960er Jahren wurde in den westlichen Ländern zudem ein Netz inoffizieller Korrespondenten aufgebaut. Obwohl der Bereich Publizistik mit den übrigen Sendungen Prisma, Umschau, Urania und sogar die agitative Sendung Der schwarze Kanal stabile Zuschauerquoten erreichte, konnte das Magazin Objektiv mit der außenpolitischen Darstellung der Sichtweise der DDR in den 1980er Jahren zunehmend nicht mehr die Erwartungen seiner Zuschauer befriedigen. Hatte die Sendung Anfang der 1980er Jahre noch Zuschauerquoten von bis zu 12,2 Prozent, sank die Quote bis 1988 auf nur noch vier Prozent.
Im Zuge der politischen Veränderungen in der DDR 1989/1990 gerieten die politischen Magazine unter Druck. 1987 gestand die Parteileitung des Fernsehens die Unzufriedenheit des Publikums und die Hinwendung zum Westfernsehen ein. Heinz Adameck, SED-Funktionär und Vorsitzender des Staatlichen Komitees für Fernsehen, verlangte von der Objektiv-Redaktion, über allgemeine Aussagen und bekannte Argumente hinauszugehen, ohne die Politik der SED infrage zu stellen. Während das innenpolitische Magazin Prisma schon seit Sendestart 1966 mit der wirklichkeitsnahen Darstellung der Probleme des DDR-Alltags eines der populärsten Sendeformate des DDR-Fernsehens war und bis zur Einstellung des DFF weitersendete, gehörte die Sendung Objektiv zusammen mit dem Schwarzen Kanal zu den mit dem SED-System zu eng verbundenen Fernsehsendungen, die nach der Wende eingestellt wurden. Nachfolger der Sendung im Deutschen Fernsehfunk (DFF) war ab 23. März 1990 (bis zur Abschaltung des DFF im Dezember) die Sendung Meridiane.